# Marrel - Fassi
Ne doit pas être confondu avec Bennes Marrel, constructeur de bennes à monter sur les camions et semi-remorques, groupe Arcole Industries
Marrel SA est une société française spécialisée dans la production d'équipements pour véhicules routiers. La société d'origine a été créée en 1919, elle est basée sur le site d'Andrézieux-Bouthéon, sur le territoire de Saint-Étienne Métropole.

## Histoire
Antoine Marrel est un mécanicien et coureur automobile. Il vit à Saint-Étienne qui est en pleine reconstruction après-guerre dans une région minière et remarque les difficultés rencontrées lors du transport du minerai et du déchargement des déblais. Antoine Marrel s’associe à Auguste Bozacco-Colona pour concevoir et produire la première benne basculante à partir des surplus de véhicules militaires.
Les Établissements A. Marrel sont alors créés en 1919 par les deux associés. L'entreprise Marrel acquiert sa renommée en lançant sur le marché la toute première benne en bois basculante à potence et à câbles en France. L’entreprise va très vite se développer notamment grâce à ses innovations. Son nom est associé à certaines avancées technologiques qui ont fait progresser le secteur. Le premier Multibenne Marrel voit le jour au début des années 1950 : ce système révolutionnaire permet la dépose et le chargement de caissons interchangeables. Les entrepreneurs peuvent alors stocker les bennes sans bloquer le camion et transporter ensuite les bennes avec un seul véhicule.
En 2005, la société Marrel SA décide de séparer ses activités en deux branches distinctes :
- Marrel SA ou Marrel Hydraulique, spécialisée dans les accessoires et équipements pour camions comme les multi-bennes, les bras hydrauliques ;
- Bennes Marrel SA, spécialisée dans la construction de bennes à monter sur les camions et semi-remorques.

## Marrel Hydraulique
Marrel Hydraulique est, entre autres, l’inventeur de la multibenne, du compas et du bras hydraulique « Ampliroll ». Depuis 2013, la société Marrel SA est une filiale du groupe italien Fassi, un des leaders d’équipements montés sur véhicules industriels.

## Historique du groupe Marrel
- 1919 : Création des Établissements A. Marrel par Antoine Marrel et Auguste Colonna.
- 1935 : Apparition des basculeurs hydrauliques.
- 1965 : Invention du compas Marrel.
- 1970 : Invention de l’Ampliroll.
- 1980 : Implantation de Marrel aux États-Unis.
- 1998 : Rachat de Marrel par le groupe Caravelle.
- 2005 : Séparation des activités de Marrel, création de la filiale Bennes Marrel.
- 2006 : Introduction gamme Ampliroll à potence articulée.
- 2010 :
  - Marrel vend sa filiale Bennes Marrel à Benalu.
  - Marrel devient fournisseur exclusif pour dix ans de la DGA pour équiper l’Armée française de bras Ampliroll.
- 2013 :
  - Rachat de Marrel SA par le groupe italien CTELM / Gestioni Fassi.
  - Rachat du suédois Cranab Cranes[1].
- 2016 : Fassi prend une large participation dans le groupe italien Jekko Srl[2].
- 2019 : Marrel célèbre ses cent ans.